# Jurišnik
Júrišnik, juríšnik ali júrišno letálo, je vrsta vojaškega letala, namenjena za napade na kopenske ali vodne cilje in zračno podporo kopenskim silam. Jurišno letalo je taktično vojaško letalo z večjo točnostjo napadov kot bombnik, čeprav so sodobna »pametna orožja« v bombnikih precej bolj natančna kot v preteklosti. Opremljeno je za delovanje na območjih z zgoščeno zračno obrambo. Za razliko od lovcev jurišna letala niso nujno opremljena za zračne dvoboje, po navadi so opremljena s protiletalskimi raketami za samoobrambo.